# Гоголевське
Го́голевське (рос. Гоголевское), до 1950 року — Альтхоф (нім. Althof) — селище в Правдинському районі Калінінградської області Російської Федерації. Входить до складу Желєзнодорожного міського поселення.